# Журнал

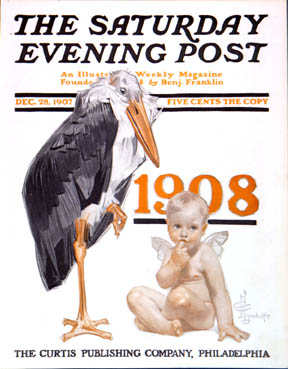
Обкладинка журналу за 1908 рік. Художник Леєндекер

Журна́л (термін походить від фр. journal, що насправді означає газета), також часо́пис — друковане періодичне видання. Журнал є одним з основних ЗМІ, впливає на громадську думку, формуючи її відповідно до інтересів певних ідеологічних груп, суспільних верств, політичних партій і організацій, наукових шкіл, конфесій, вікових, гендерних, специфічних прошарків соціуму.
Журнальне видання виходить у вигляді блоку скріплених в корінці аркушів друкованого матеріалу встановленого формату, поліграфічно пристосованого до специфіки даного періодичного видання, в обкладинці або палітурці.
Журнал як джерело інформації має свою специфіку: безкінечність і регулярність його випуску, визначену періодичність, наявність матеріалів у вигляді статей, тематичне направлення змісту, обов'язковість затвердження в установленому порядку, особливе поліграфічне оформлення.
Він має постійно діючу редакцію, яка за згодою з директивними органами встановлює програму видання, його чіткі тематичні направлення, функціональне призначення. Структуру журналу визначають рубриковані розділи і різновиди (за жанром, об'ємом) матеріали. Випуски журналу нумеруються протягом року при постійному заголовку.

## Назва
Слово «журнал» в українську мову потрапило з російської, оскільки з усіх слов'янських мов тільки в російській це друковане періодичне видання має назву журнал, в інших переважно Часопис: біл. Часопіс, пол. Czasopismo, босн. Časopis, чеськ. Časopis, серб. Часопис, хорв. Časopis, сербохорв. Magazin та Časopis, словац. Časopis, також: болг. Списание, словен. Revija,. Французького le journal дослівно — «денник», етимологічно від le jour — день). Отже, в процесі запозичення російською мовою слово journal змінило своє первинне значення на майже протилежне, адже «журнал» французькою (художній, науковий, політичний) — la revue (ревю), а ілюстрований — le magazine (маґазін). І лише шкільний журнал, або ж журнал для запису спостережень, звучить французькою як «журнал» (le journal).
У 1617—1618, 1635—1638 там же побачив світ 21 том культурологічного часопису «Театрум европеум». Із 1591 по 1806 рік у Франкфурті виходили «Ярмаркові реляції», засновані священиком Конрадом Лаутенбахом, який підписувався псевдонімом Якобус Франкус.
На ринку журнальних ЗМІ Англії XVIII ст. домінували політико-сатиричні журнали. Першими стали у 1709 році «Татлер» Річарда Стіла та «Екзаменер» лорда Боллінброка. У цих виданнях розквітнув талант славетного Джонатана Свіфта як памфлетиста.
Піонером журнальної періодики у Франції став новинар Теофраст Ренодо (1631), який до своєї «Ля газетт» додавав журнал міжнародного життя «Реляції про події світу, отримані впродовж місяця». За його прикладом відомий науковець Дені де Сайо створив «Ле журналь де саван» («Журнал учених»), який став медійним рекордсменом Європи: виходив майже 350 років (1665—1901).
Першим юридичним часописом став «Le journal du Polais», медичним — «Les nouveles Deconvertes dans toutes les parties de la Medecine» (1679 p.)" історико-літературний — «La Clet du Cabinet des Princes de l'Europe» (1704—1706 pp.).
На ринку журнальних ЗМІ Англії XVIII ст. домінували політико-сатиричні журнали. Першими стали у 1709 році «Татлер» Річарда Стіла та «Екзаменер» лорда Боллінброка. У цих виданнях розквітнув талант славетного Джонатана Свіфта як памфлетиста.
Колискою вітчизняної журнальної періодики став Харків, де в 1804 році відкрився університет. Першими українськими журналами є «Харьковский еженедельник» (1812), «Украинский вестник» (1816), «Харьковский демокрит» (1816), «Украинский домовод» (1818), «Украинский журнал» (1824—1825), які виходили російською мовою через дію шовіністичного «Цензурного статуту» (1804).
Українськомовні журнали з'явилися значно пізніше. Це сталося в Західній Україні як частині лібералізованої Австро-Угорської імперії, де в 1848 році було обмежено повноваження монарха в результаті прийняття Конституції. Йдеться про «Пчолу» (1849) та «Ладу» (1853).

## Часописиі технічний прогрес
Часописи капіталістичної доби швидко вбирали і використовували нові технічні досягнення. В 19 ст. до створення ілюстрацій залучили літографію, віднайдену Алоїсом Зенефельдером у 1796 році. Пізніше додадуть усі різновиди фотомеханічних засобів, офсет тощо.
З появою технологій комп'ютерної верстки і розповсюдженням комерційних друкарень з можливістю повнокольорового друку в Україні кінця XX почала XXI століття, журнали стали основним рекламоносієм товарів класу «преміум». Журнали як правило, адресовані до конкретної аудиторії читачів.
В Україні, як зрештою і у світі журнали були одним з основних видів ЗМІ протягом XIX і XX сторіччя. Нині під впливом зростання нових технологій передачі інформації, зокрема Інтернету, журнали почали відмовлятись від паперових версій і виходячи тільки в електронному вигляді. Так, наприклад, вирішили робити видавці журналу Лайф.

## Різновиди журналів (часописів)
Журнали, як і газети, поділяються на декілька типів[джерело?]:
- за періодичністю виходу — щотижневі, щомісячні, деякі виходять раз на кілька місяців чи є річниками;
- за форматом;
- за тематикою — літературні, мистецькі, наукові, науково-методичні, сатиричні, релігійні, політичні, новинні, журнали про зірок тощо;
- за характером, по характеру подачі інформації;
- пов'язані з фахом;
- орієнтовані на певний вік — журнали для дітей, для підлітків, для пенсіонерів;
- часописи, що висвітлюють діяльність якихось організацій — культурних, релігійних.

## Особливості журналів
Через те, що журнали виходять в світ рідше, ніж газети, вони відрізняються більш низькою оперативністю подачі інформації, зате у них більше можливостей для докладного аналізу подій, роздумів, підведень підсумків тощо.
Журнали, як вид преси, і реклама в журналах володіють рядом особливостей:
- На підготовку матеріалів до друку в журналах потрібно до декількох тижнів;
- Повільно читаються, а значить, і ефект реклами теж уповільнений (у щомісячних журналів — від одного до декількох місяців);
- Менше охоплення аудиторії. Тиражі журналів на порядок менше газетних, хоча зустрічаються і виключення;
- Журнали не люблять давати рекламу менше 1/4 смуги. Відповідно і вартість реклами в журналах дуже висока;
- Якість реклами в журналах висока (особливо в глянцевих);
- Дозволяють розсилати не тільки рекламні матеріали, а й рекламні зразки товарів. У них можливі спеціальні вставки на клею, брошурування, конвертування, розкладки, багатосторінкові вкладки, голографія, звукові сторінки; вміщення зразків: парфуми, шампуні, жувальна гумка тощо. Рекламу в журналах можна друкувати на спеціальному папері, що відрізняється від паперу всього журналу;
- Через журнали досяжні вузькі цільові групи, що неможливо для газет. Видаються окремі спеціалізовані журнали для жінок, чоловіків, садівників, дизайнерів і т.д .;
- Реклама в журналах живе довше: їх читають місяцями, часто зберігають роками. Більше 70 % чоловіків і жінок повторно звертаються до прочитаного раніше номера журналу;
- Читачі часто сприймають грамотно підготовлений матеріал не як рекламу, а як корисну статтю;
- Рекламне оголошення, розміщене поруч з тематичним матеріалом, має посилений ефект;
- В журналах можна публікувати довгі і докладні рекламні матеріали;
- Люди читають журнали, щоб провести час, а не дізнатися новини, як в газетах. Звідси у споживачів і більш висока якість сприйняття реклами;
- У журналів дуже велика величина вторинної аудиторії, оскільки їх читають не тільки ті, хто передплачує або купує журнал. Газети і журнали суттєво розширюють свої рекламні можливості за допомогою різних додатків.
На практиці рекламодавці зазвичай мають справу з трьома типами додатків, акцентованих:
- на інформаційному змісті — тематичних:
- на географії поширення — регіональних;
- на вигляді інформаційного носія — електронних. Тематичні додатки, найбільш поширені. Випускаються на базі журналу або газети періодично (раз на тиждень, на місяць, на квартал і т. д.) або до спеціальних випадків (свято, відкриття сезону і т. д.)
Реклама в тематичному додатку більш ефективна, ніж на смугах журналу або газети. Оскільки читачі більш уважно вивчають тематичний додаток, часто виймають його, довго зберігають і користуються ним. Залежно від типу програми тривалість впливу реклами на потенційного споживача може становити від тижня до року. Зазвичай додатки випускають на тому ж папері і тим же форматом, що і основне видання. Однак коли використовується папір кращої якості і відмінний формат, то додаток стає більш відмітним від газети чи журналу, і реклама має більший ефект.
Тематика програми зазвичай пов'язана з інформаційним змістом основного видання. Якщо це популярна газета, то додатки зазвичай присвячені товарам (послугам) повсякденного попиту «Нерухомість», «Автомобілі», «Відпочинок», «Одяг», «Продукти» і т. д.
Якщо це спеціалізований діловий журнал, то додатки можуть бути на теми «Комп'ютери», «Офісні меблі», «Засоби зв'язку» і т. д. Тематика додатків також залежить від подій, до яких вони приурочуються: «Різдвяні подарунки», «Все для 1 вересня», «Весна — садовий інвентар» і т. д. Регіональні додатки цікаві для рекламодавця тим, що з їх допомогою можна впливати не на всю територію, де поширюється видання, а лише на її певну частину.

## Залучення художників
Володарі друкарень і видавці часописів швидко зрозуміли, що світлини, мініатюри, ілюстрації добре доповнюють тексти, статті, нариси. В випадках статей про художників, архітекторів, в нарисах про виставки потреба в ілюстрації сягала рівня необхідності. До створення часописів швидко залучили художників.
Французькі часописи «Плюм», «Ревю Бланш» роками співпрацювали з художником Феліксом Валлотоном, який створив для них декілька надзвичайно вдалих портретів художників, письменників та поетів.

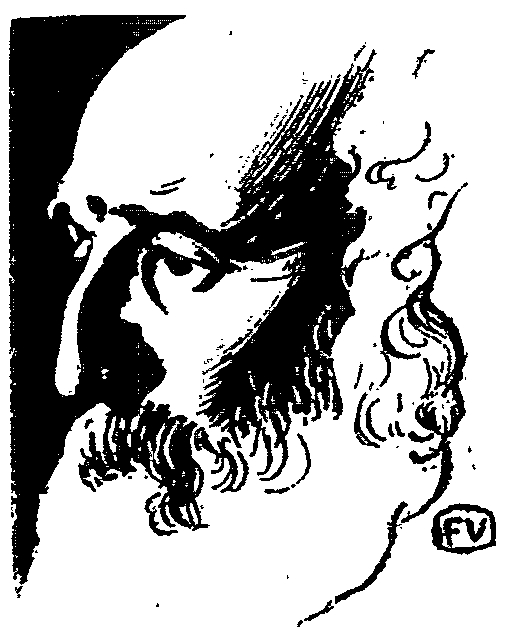
Художник Каміль Піссарро
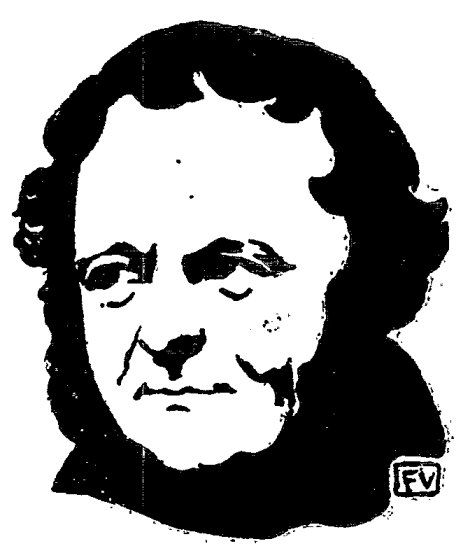
Письменник Стендаль
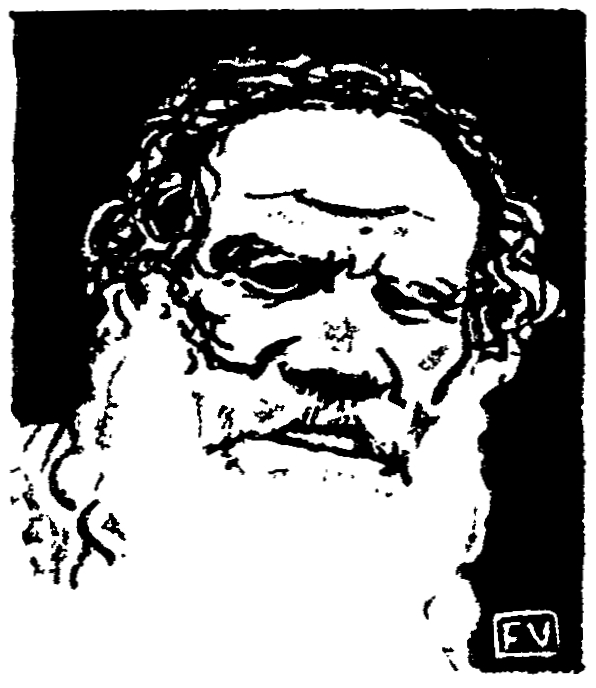
Письменник Лев Толстой, 1895
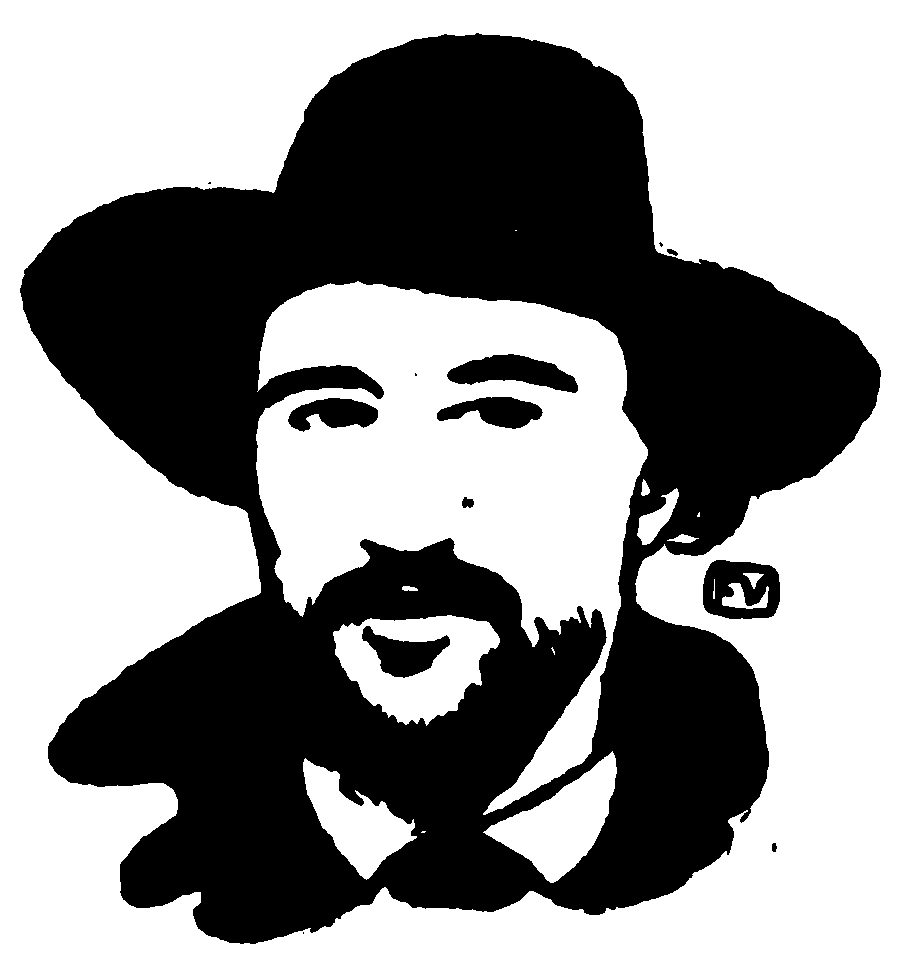
Письменник Андре Жід, 1898

Обличчя часопису The Saturday Evening Post декілька десятиліть творив видатний художник США Джозеф Крістіан Леєндекер (1874—1951).
До співпраці з радянським суспільно-політичним часописом «Огоньок» залучили декілька видатних художників доби — Кукриніксів, Геннадія Новожилова тощо. Участь в декорі часопису майстрів Новожилова чи Савви Бродського посіла особливе місце, бо в придушеному цензурою журналі з'являлись твори високого художнього смаку і значних мистецьких якостей.